# Golf San Jorge
Der Golf San Jorge zwischen den argentinischen Provinzen Chubut und Santa Cruz ist eine weite halbkreisförmige Einbuchtung des Argentinischen Meeres  im patagonischen Territorium von 80 Seemeilen (148 km) Tiefe und 132 Seemeilen (244 km) Breite an seiner Öffnung.
Er wird im Norden durch das Kap Dos Bahías (Koordinaten: 44° 55′ 0″ S, 65° 31′ 0″ W) und im Süden durch das Kap Tres Puntas (Koordinaten: 47° 6′ 0″ S, 65° 51′ 0″ W) begrenzt; die Meeresmitte dieses großen Golfes befindet sich bei den Koordinaten: 45° 59′ S, 66° 41′ W.
Seine Tiefe schwankt zwischen 73 und 101 Meter. Seine Nordküste ist voller Klippen und hat zahlreiche vor den Südwestwinden geschützte kleine Buchten (Leones, San Roque, Horno, Inglesa,  Córdova, Malaspina, Visser, Olivares, Olivia), Bais (Bustamante, Solano) und  Bäche.
Die ganze Küstenregion ist ein Gebiet, wo die Anlegung von Häfen wegen der großen Streuungsbreite der Gezeiten, die häufigen Winde und des Mangels an Süßwasser an der Oberfläche schwierig ist. Trotzdem hat man, dank des Fischreichtums und des Vorkommens an Kohlenwasserstoffen, Tiefwasserhäfen und Be- und Entladesysteme quer durch Bojen angelegt.
Im äußersten Westen des Golfes befindet sich die Stadt Comodoro Rivadavia, ein Übersee- und Fischereihafen.
Der Ort Caleta Olivia in Santa Cruz befindet sich an seinen Ufern und der ist Sitz eines wichtigen Erdölzentrums in der Region mit einem Kanal für die Verschiffung von Roherdöl.
Der Hafen von Caleta Paula ist bislang (2007) der letzte in der Entwicklung dieses Gebietes.
Rada Tilly ist der wichtigste Badeort an seinen Küsten.

## Tourismus
Zu den Attraktionen des Badeorts Rada Tilly zählt man:
- das Naturreservat Cabo Dos Bahías.
- das Naturreservat Cañadón Duraznillo
- das Naturreservat Cabo Blanco

Diese Reservate sind reich an Vogelarten (Pinguine, Albatrosse, Kormorane, Möwen usw.), Robben (Seeelefanten, Seelöwen, Seehunde), ihre Gewässer sind reich an Fischen (Thunfisch) und besonders an Walen wie dem Südkaper und dem Orca. In den Kontinentalzonen der erwähnten Reservate sind die Guanakos, Andenschakale und Nandus der Unterart Darwinnandu hervorzuheben.

## Das Becken des Golfes San Jorge
Der Golf San Jorge, durch tektonische Senkungsbewegungen verursacht, schließt eine geologische Formation ein, die sich im Süden der Provinz Chubut und im Norden der Provinz Santa Cruz sowie auf dem Meeresgrund erstreckt. Dieses geologische Becken ist das Ergebnis des Wechsels zwischen Perioden der Meeresrückzugs mit kontinentaler Sedimentation und Meeresvormarsch mit meeressedimentation während Millionen Jahren, was unterirdischen Lager an nicht erneuerbaren fossilen Kohlenwasserstoffen (Erdöl und Erdgas) erzeugt hat. Die Gasproduktion wird über Gasleitungen nach Gran Buenos Aires geliefert; die Erdölproduktion dieses Beckens wird hauptsächlich per Tanker transportiert. Die Förderung von Erdöl dieses Beckens ist die älteste in Argentinien. Als man diesen Brennstoff 1901 zufällig entdeckte, während man einen Brunnen bohrte, um das damals kleine Nest Comodoro Rivadavia mit Wasser zu versorgen, führte die Bedeutung, die es einnahm, dazu, dass man kurze Zeit später das staatliche argentinische Unternehmen YPF (Yacimientos Petrolíferos Fiscales) gründete und während des Zweiten Weltkrieges als politische Abteilung die Militärzone von Comodoro Rivadavia schuf.
Die Hauptlagerstätten des Beckens des Golfes San Jorge befinden sich in der Nachbarschaft der Städte Comodoro Rivadavia, Caleta Olivia, Caleta Córdova, Pico Truncado und Las Heras.

## Bibliographie
- Derrotero Argentino, parte II, Pág. 257 y subsiguientes (extracto). Publicación H 202. Servicio de Hidrografía Naval, Armada de la República Argentina.